# لايلي تاتل
لايلي تاتل (بالإنجليزية: Lyle Tuttle)‏ هو فنان وشموم ‏ أمريكي، ولد في 7 أكتوبر 1931 في وكياه في الولايات المتحدة، وتوفي بنفس المكان في 25 مارس 2019.

## وصلات خارجية
- لايلي تاتل على موقع IMDb (الإنجليزية)
- لايلي تاتل على موقع قاعدة بيانات الفيلم (الإنجليزية)